# Opopaea euphorbicola
Opopaea euphorbicola är en spindelart som beskrevs av Embrik Strand 1909. Opopaea euphorbicola ingår i släktet Opopaea och familjen dansspindlar. Inga underarter finns listade i Catalogue of Life.